# 南鳥屬
南鳥屬（學名：Australornis）是維加鳥科的一個屬，生存年代為距今6150萬–6060萬年前的古新世達寧期，約在6500萬年前的白堊紀﹣古近紀滅絕事件發生後不久，其化石出土於紐西蘭南島坎特伯雷區北部的威帕拉綠沙化石床（Waipara Greensand）。本屬的學名來自拉丁文的南方（australis）與希臘文的鳥類（ornis），僅包含Australornis lovei一種，其種小名為紀念發現發現其化石的業餘考古學家Leigh Love。
南鳥屬是紐西蘭出土的古新世鳥類化石中第一件不屬於企鵝目者，不屬於任何現生鳥類類群，其出土也有重要的動物地理學意義，因白堊紀晚期至古新世早期西蘭大陸尚未被淹沒，紐西蘭與南極洲距離較今日接近許多，本屬的化石應是在西蘭大陸外海海床中形成。

## 發現
2009年，業餘考古學家Leigh Love在紐西蘭南島坎特伯雷區北部的威帕拉綠沙化石床（Waipara Greensand）發現了南鳥屬的化石，與已知最古老的企鵝化石威馬奴企鵝屬出土的地點和年代接近，但南鳥屬並無與企鵝相似之處。出土的化石部位包括右側喙突、右側肩胛骨、右側肱骨、右側尺骨以及橈骨的碎片等，由基督城的坎特伯雷博物館保管。2014年，森根堡自然博物館的考古學家傑拉爾德·梅爾與坎特伯雷博物館的保羅·史考菲（Paul Scofield）描述發表了此化石，其體長約為70–85公分，體重可能介於1.5–2公斤之間。

## 分類
2017年，Agnolín等人的種系發生學研究將南鳥屬、極地鳥屬、維加鳥屬等歸入維加鳥科，為雁形類（Anserimorph）的基群，但梅爾對此分類提出質疑，認為尚無足夠證據將南鳥屬歸入維加鳥科中。